# Rebešovice
Rebešovice är en ort i Tjeckien. Den ligger i regionen Södra Mähren, i den sydöstra delen av landet, 190 km sydost om huvudstaden Prag. Rebešovice ligger 204 meter över havet och antalet invånare är 679.
Terrängen runt Rebešovice är platt.Runt Rebešovice är det ganska tätbefolkat, med 155 invånare per kvadratkilometer. Närmaste större samhälle är Brno, 10,2 km norr om Rebešovice. Trakten runt Rebešovice består till största delen av jordbruksmark.